# Aleš Buksa
Aleš Buksa (30. října 1945 Ostrava – 4. června 2020) byl český podnikatel v přímém prodeji, filantrop, člen Rotary International. Trvale žil v Malenovicích, okres Frýdek-Místek.

## Život
Aleš Buksa se narodil v Moravské Ostravě, v dnes již neexistujícím domě na Harantově ulici. Jeho rodiče měli v Ostravě starožitnictví, které bylo po roce 1948, resp. v roce 1952, znárodněno. Od roku 1965 byl ženatý se Zdenou roz. Milerovou (* 1945), se kterou měli dceru Zdeňku provdanou Haeberle (* 1966 v Německu). Aleš Buksa a jeho žena byli dvojnásobní prarodiče, měli vnuka a vnučku.
Rodiče Aleše Buksy byli Leonhard (1904–1975) a Jarmila (1919–2002). Měl sestru Silvii (1933–2009) a žijícího (2020) bratra Bedřicha Buksu. Aleš Buksa se odkazoval na šlechtický původ, resp. rod Demuthů. Pradědečkem byl rakousko-uherský úředník, který získal po otci titul Edler von Demuth, prababička byla z měšťanské rodiny a hudebně doprovázela houslistu Jana Kubelíka.
Koncem 90. let jej postihl infarkt, způsobený intenzivním kouřením cigaret. Z tohoto důvodu držel tzv. Atkinsovu dietu. Na jídelničku měl většinou jenom maso, vejce a sýry, dohromady nejvýš 1200 kalorií denně. Kouření dýmky mu lékař toleroval.
- Zájmy: starožitnosti, sochy, perské koberce, hudba (bubny), letectví, tenis, lyžování a vodní lyže, dýmky.[pozn. 2][1][8] Jako jediný ve střední Evropě má v rezidenci úplnou jídelnu ve stylu Chippendale.[2]

- Nemovitosti: rodinné sídlo v Malenovicích, rodinný dům v Černošicích, kancelářský dům v Ostravě, apartmá na Floridě (v Trump Towers by the Sea) a v Dubaji.[9]

- Auta: Rolls-Royce Ghost, Ferrari 458 Italia, Aston Martin DB11, Hummer H2.

- Jachta: dříve ji Aleš Buksa kotvil v Miami, od jara 2018 v Chorvatsku.[10]

V roce 2010 se účinkoval v pořadu ČT: Smím prosit? v osmém díle Waltz, který vedl a moderoval Zdeněk Chlopčík.

## Vzdělání a kariéra
V roce 1966 během turné s hudební kapelou po Německu emigroval. Zde bydlel ve městě Darmstadt, kde se živil jako dělník v továrně. V letech 1972–1976 vystudoval Vysokou školu ekonomickou v Kolíně nad Rýnem. V 80. letech byl na studijní stáži v USA. V letech 1976–1978 pracoval v pojišťovnictví, resp. v průmyslové pojišťovně Gerling Konzern Darmstadt.
V roce 1978 začal podnikat v multi-level marketingu. Spolupracoval s společnostmi: NSA International Inc.,  HMI (Hamburg-Mannheimer), SECURA a Heimann GmbH. V Německu působil do roku 1992. V roce 1993 jej oslovil Holger Kunath, který spolupracoval se společností LR-Cosmetic, Parfumerie und Kosmetikartikel GmbH. V lednu 1994 založil v ČR dceřinou společnost s názvem LR Cosmetic ČR Výrobky parfumerie a kosmetiky s.r.o.. Později osobně otevřel pobočky v dalších zemích: Slovensko (1997) a Ukrajina (2001). V roce 2014 prodal veškeré podíly ve společnostech LR. Cena prodeje byla v řádech stamiliónů. Buksa oficiálně uváděl, že vybudoval odbytovou síť čítající 230 000 partnerů,  také 300 000,  nebo téměř 400 000.
V roce 1997 založil společnost LR Airlines, s.r.o., kterou v roce 2016 prodal. Tato společnost vlastnila letadlo Let L-410 Turbolet, s registrací OK-LRA, které Buksa označoval jako „Lady Racine“. Tímto letadlem převážel hokejový reprezentant Pavel Kubina Stanleyův pohár z Ostravy do Prahy a na Slovensko. Později pak k cestám využíval pronájem sdíleného tryskového letadla.
Po roce 2009 provozoval kavárnu Jet Set v Ostravě. Původně na ulici Čs. legií, později v objektu Elektra.
V roce 2012 koupil zchátralý objekt hospody v Malenovicích, kde postavil restauraci s názvem Hospoda Pod Borovou.
V roce 2016 začal podnikat v Africe, v Ghaně, v oblasti těžby vody.

### Princip úspěchu
Za svůj princip úspěchu Aleš Buksa označoval 3 kroky:
- Mít vizi.
- Dostat příležitost.
- Čin, tedy podniknout akci.

Jeho vizí, pro podnikání v mlm byl dům; jak sám řekl: „Vylepil jsem si jeho obrázek na záchod a měl jsem ho tak každý den na očích. Tím pádem jsem měl svou vizi pořád před sebou.“

## Veřejný život, dobrovolná činnost a mecenášství, minulost
- Aleš Buksa je uváděn v tzv. Cibulkových seznamech jako tajný spolupracovník a poté agent někdejší StB s krycím jménem Palička.[24]
- Byl členem zastupitelstva obce Malenovice.
- Byl dobrovolný hasič SDH Malenovice.[25]
- Byl členem Rotary International (ROTARY CLUB OSTRAVA CITY, z.s.).[1][26] Jeho prostřednictvím podporoval Dětský hipoterapeutický ranč Hlučín.[1][27]
- V roce 2006 Aleš Buksa, spolu se Stanislavem Prosem, převzal pořádání golfového turnaje na Čeladné.[28][29] Turnaj pak oba organizovali a finančně zajišťovali prostřednictvím společnosti QUIRIT ALFA, a.s., až do roku 2012.[30][31][10][32]
- V roce 2008 financoval svatbu Ivety Bartošové a Jiřího Pomeje.[33][34]
- Logo jeho společnosti Buksa & Partner bylo na dresech hráčů HC Vítkovice. [21][10]
- Podporoval swingové uskupení LR Cosmetic Big Band.[35][36]
- Podporoval motokrosový tým Buksa/Ados KTM Malenovice Team.[37][10]
- Podporoval vystoupení japonského hudebního souboru Yamato, pravidelných vánočních koncertů Gospelové Vánoce v Katedrále Božského Spasitele v Ostravě, kde např. vystoupil americký gospelový zpěvák Nate Brown s uskupením One Voice,[38] a začátek kariéry zpěváka Martina Chodúra.[39]
- V roce 2016 podpořil Duhový ples Ostrava.[40]
- Jako řečník vystupoval na akcích: Patrioti MSK, z. s., [41] OVB Holding, [9] a LR HEALTH & BEAUTY SYSTEMS.[42]
- Poskytl rozhovory mediím (abecedně): Blesk, Česká televize, Deník, First Class, Forbes,[43] Hospodářské noviny, Playboy, Top Class, TV Polar.